# Palazzo del Forno
Il Palazzo del Forno è un palazzo monumentale di Napoli ubicato tra piazzetta Materdei e via San Gennaro a Materdei.
L'edificio venne eretto nel XVIII secolo, su progetto di Giovan Battista Nauclerio, su un terreno appartenuto agli Schettino e Della Mura.
Il complesso rappresenta uno dei migliori esempi di architettura barocca settecentesca: il portale dell'edificio è molto organico, come anche la facciata. Il cortile non ha un'altezza omogenea, infatti i lati davanti e a destra dell'ingresso sono corpi bassi; di fronte all'ingresso vi erano le stalle e l'accesso al giardino retrostante. Di notevole fattura è la scala a loggia che si eleva su quattro piani, compreso il piano terra; essa è situata a sinistra dell'ingresso.